# Piccole cose come queste
Piccole cose come queste (Small Things Like These) è un film del 2024 diretto da Tim Mielants.
La pellicola è l'adattamento cinematografico del romanzo Piccole cose da nulla di Claire Keegan ed è stato selezionato come film d'apertura della 74ª edizione del Festival internazionale del cinema di Berlino.

## Trama
Irlanda, dicembre 1985. Il venditore di carbone Billy Furlong scopre il trattamento inumano che orfani e ragazze madri subiscono in un convento cattolico e decide di fare qualcosa.

## Produzione
Nel marzo 2023 è stato annunciato che Ben Affleck e Matt Damon avrebbero prodotto un film tratto dal romanzo di Claire Keegan. Contestualmente è stata annunciata la partecipazione al film di Cillian Murphy, Ciarán Hinds ed Emily Watson.

## Promozione
Una prima clip del film è stata diffusa il 14 febbraio 2024, mentre il primo trailer è stato diffuso il 17 settembre seguente.

## Distribuzione
Il film è stato presentato in anteprima mondiale il 15 febbraio 2024 in concorso al Festival di Berlino 2024. È stato distribuito nelle sale cinematografiche britanniche il 1º novembre 2024, in quelle americane una settimana dopo e in quelle italiane dal 28 novembre seguente.

## Accoglienza

### Incassi
Il film ha incassato poco più di 14,4 milioni di dollari.

### Critica
Il film è stato accolto entusiasticamente dalla critica:
l'aggregatore di recensioni Rotten Tomatoes riporta il 94% di recensioni positive, con il parere di 115 critici; su Metacritic il voto medio di 28 critici è 82/100.

## Riconoscimenti
- 2024 – Festival internazionale del cinema di Berlino[12]
  - Orso d'argento per la migliore interpretazione da non protagonista a Emily Watson
  - In concorso per l'Orso d'oro